# Quercus pauciradiata
Quercus pauciradiata är en bokväxtart som beskrevs av Penas och Al. Quercus pauciradiata ingår i släktet ekar, och familjen bokväxter. Inga underarter finns listade.